# Великое Поле (Архангельская область)
Великое Поле — деревня в Коношском районе Архангельской области. Входит в состав Тавреньгского сельского поселения.

## География
Находится в юго-западной части Архангельской области на расстоянии приблизительно 46 км на восток-юго-восток по прямой от административного центра района поселка Коноша.

## История
В 1859 году здесь (деревня Вельского уезда Вологодской губернии) было учтено 6 дворов.

## Население
Численность населения: 75 человек (1859 год), 31 (русские 94 %) в 2002 году, 16 в 2010.